# Esquirol llistat de San Bernardino
L'esquirol llistat de San Bernardino (Neotamias speciosus) és una espècie de rosegador de la família dels esciúrids. Es troba a l'estat de Califòrnia als Estats Units, en alçades d'entre 1.500 i 3.000 metres. L'esquirol llistat de San Bernardino té diversos noms comuns, incloent: esquirol Tahoe, esquirol Sequoia, esquirol Mt. Pinos.